# Bùi Thị Thu Thảo
Bùi Thị Thu Thảo (Hanoi, 29 aprile 1992) è una lunghista vietnamita.

## Biografia
Bùi Thị esordisce internazionalmente nel 2010 gareggiando nell'eptathlon, dall'anno successivo decide di focalizzare la sua carriera principalmente sul salto in lungo. Ha quindi preso parte alle maggiori competizioni del continente asiatico, ritrovandosi spesso a salire sul podio delle gare a cui ha preso parte. Tra i traguardi di Bùi Thị vi sono la medaglia d'oro conquistata nel 2017 ai Campionati asiatici in India e la medaglia di egual prestigio ai Giochi asiatici in Indonesia.

## Palmarès
| Anno | Manifestazione              | Sede         | Evento         | Risultato | Prestazione | Note |
| ---- | --------------------------- | ------------ | -------------- | --------- | ----------- | ---- |
| 2010 | Campionati asiatici U20     | Hanoi        | Eptathlon      | Bronzo    | 4170 p.     |      |
| 2011 | Giochi del Sud-est asiatico | Palembang    | Salto in lungo | 5ª        | 6,11 m      |      |
| 2013 | Giochi del Sud-est asiatico | Naypyidaw    | Salto in lungo | Bronzo    | 6,14 m      |      |
| 2014 | Giochi asiatici             | Incheon      | Salto in lungo | Argento   | 6,44 m      |      |
| 2015 | Giochi del Sud-est asiatico | Singapore    | Salto in lungo | Argento   | 6,65 m      |      |
| 2016 | Campionati asiatici indoor  | Doha         | Salto in lungo | Argento   | 6,30 m      |      |
| 2017 | Campionati asiatici         | Bhubaneswar  | Salto in lungo | Oro       | 6,54 m      |      |
| 2017 | Giochi del Sud-est asiatico | Kuala Lumpur | Salto in lungo | Oro       | 6,68 m      |      |
| 2017 | Giochi asiatici indoor      | Aşgabat      | Salto in lungo | Argento   | 6,36 m      |      |
| 2018 | Campionati asiatici indoor  | Teheran      | Salto in lungo | Oro       | 6,20 m      |      |
| 2018 | Campionati asiatici indoor  | Teheran      | Salto triplo   | Bronzo    | 13,22 m     |      |
| 2018 | Giochi asiatici             | Giacarta     | Salto in lungo | Oro       | 6,55 m      |      |
| 2018 | Giochi asiatici             | Giacarta     | Salto triplo   | dns       | dns         |      |
| 2023 | Campionati asiatici         | Bangkok      | Salto in lungo | 8ª        | 6,22 m      |      |
| 2023 | Giochi asiatici             | Hangzhou     | Salto in lungo | 8ª        | 6,09 m      |      |

## Altre competizioni internazionali
2014
- agli Asian beach games ( Phuket), salto in lungo - 5,35 m

2016
- agli Asian beach games ( Đà Nẵng), salto in lungo - 6,32 m